# Vetra VBRh
Vetra VBRh – typ trolejbusu wytwarzanego w latach 1948–1954 przez francuską firmę Vetra.

## Konstrukcja
VBRh stanowi rozwinięcie konstrukcyjne typu VBR. Jest to trolejbus ze stalowym nadwoziem zamontowanym na dwóch osiach. Z prawej strony umieszczono troje dwuskrzydłowych drzwi harmonijkowych. Fotel kierowcy był umieszczony dość wysoko, dzięki czemu kierujący pojazdem miał bardzo dobrą widoczność przez duże przednie okna. Kierownica umieszczona została na wysokiej kolumnie. Nietypowe było sterowanie napędem. Kierowca miał do dyspozycji trzy pedały. Jeden pedał służył do ruszania (pozwalał uzyskiwać większą moc), drugi do utrzymywania stałej prędkości i łagodniejszego przyspieszania, trzeci natomiast uruchamiał powietrzny system hamulcowy.

## Dostawy
| Państwo        | Miasto          | Lata dostaw    | Liczba | Numery taborowe  |       |
| -------------- | --------------- | -------------- | ------ | ---------------- | ----- |
| Brazylia       | Niterói         | 1953           | 45     |                  | [ 1 ] |
| Francja        | Aix-en-Provence | 1948           | 20     | 1–20             | [ 1 ] |
| Francja        | Belfort         | 1952           | 9      | 1–9              | [ 1 ] |
| Francja        | Brest           | 1950–1951      | 11     | 30–40            | [ 1 ] |
| Francja        | Forbach         | 1951, 1954     | 5      | 1–5              | [ 3 ] |
| Francja        | Grenoble        | 1951–1952      | 8      | 616–623          | [ 1 ] |
| Francja        | Hawr            | 1950–1951      | 5      | 13–17            | [ 1 ] |
| Francja        | Le Mans         | 1950           | 2      | 96–97            | [ 1 ] |
| Francja        | Marsylia        | 1949–1952      | 18     | 222–228, 234–244 | [ 1 ] |
| Francja        | Metz            | 1949           | 6      | 413–418          | [ 1 ] |
| Francja        | Miluza          | 1952           | 2      | 120–121          | [ 1 ] |
| Francja        | Paryż           | 1949–1950      | 55     | 8051–8100        | [ 1 ] |
| Francja        | Perpignan       | 1952           | 6      | 21–25            | [ 1 ] |
| Francja        | Strasburg       | 1948–1949      | 5      | E717–E721        | [ 1 ] |
| Francja        | Tulon           | 1952           | 10     | 11–18, 71, 79    | [ 1 ] |
| Francja        | Tours           | 1952           | 4      | 71–74            | [ 1 ] |
| Hiszpania      | A Coruña        | 1953           | 7      | 9–15             | [ 1 ] |
| Hiszpania      | Reus            | 1952           | 3      | 81–83            | [ 1 ] |
| Maroko         | Casablanca      | 1952           | 12     | 130–141          | [ 1 ] |
| Polska         | Gdynia          | 1949           | 13     | 300–312          | [ 4 ] |
| Polska         | Poznań          | 1949           | 4      | 117–120          | [ 5 ] |
| Polska         | Wałbrzych       | 1949           | 3      | 15–17            | [ 5 ] |
| Polska         | Warszawa        | 1947–1949      | 25     | 31–55            | [ 6 ] |
| RFN            | Neunkirchen     | 1953           | 9      | 1–9              | [ 1 ] |
| RFN            | Saarbrücken     | 1953           | 18     | 401–417          | [ 1 ] |
| Łączna liczba: | Łączna liczba:  | Łączna liczba: | 305    |                  |       |

Uwaga: Wykaz nie uwzględnia miast, które otrzymały używane trolejbusy.